# 흥천면
흥천면(興川面)은 경기도 여주시의 면이다. 우왕의 묘와 홍영식의 묘가 있다. 1914년 조선총독부의 행정구역 통폐합 때 여주군 길천면과 이천군 부면 일부를 합쳐 만들었다.

## 개요
1914년 조선총독부의 행정구역 개편으로 여주군 길천면과 이천군 부면 일부를 합쳐서 만들었다. 흥천면은 여주시의 서북 방향 약 12km 지점에 위치하고 있으며, 동북으로 대신면, 동남으로 세종대왕면, 서북으로 금사면, 서남으로 이천시 부발읍과 백사면을 접하고 있으며 면적은 여주시 면적의 약 7%를 차지하고 있다. 주요 생산 작물은 쌀이며, 화훼농가와 축산업 그리고 가지, 참외, 오이, 상추 등 원예작물도 지역 특산물로 자리 잡고 있다. 또한, 계신리에는 경기도 유형문화재 제98호로 지정된 계신리 '마래여래입상' 이 있고, 문장리에는 향토유적 제7호로 지정된 초대 우정국장 '홍영식의 묘'가 있다. 구 길천면 지역인 대당리의 대왕이부락에는 고려 우왕의 능이 있었으나 방치되었다.

## 법정리
- 효지리(孝池里): 면행정복지센터 소재지
- 상백리(上白里)
- 상대리(上大里)
- 귀백리(歸白里)
- 율극리(栗極里)
- 신근리(莘根里)
- 대당리(大塘里)
- 하다리(下多里)
- 복대리(卜大里)
- 내사리(內絲里)
- 계신리(桂信里)
- 문장리(文章里)
- 외사리(外絲里)
- 다대리(多大里)

## 문화재
계신리에 경기도 유형문화재 제98호인 마애여래입상이 있다.